# Platyhypnidium brotheri
Platyhypnidium brotheri är en bladmossart som beskrevs av Roelof J.van der Wijk och Margadant 1960. Platyhypnidium brotheri ingår i släktet Platyhypnidium och familjen Brachytheciaceae. Inga underarter finns listade i Catalogue of Life.